# Музей на руските подводни сили „Александър Маринеско“
Музей на историята на руските подводни сили на името на. А. И. Маринеско  е държавна бюджетна културна институция. Носи името на съветския подводничар Александър Иванович Маринеско. В момента това е единственият държавен музей на историята на подводните сили в Русия.

## Предистория
През 80-те години на миналия век в Ленинград има музей „Действията на подводници тип С в Балтика през 1941 – 1945 г.“. на името на А. И. Маринеско, който се намира в къща № 24 на проспект Литейни. Музеят е уреден в преустроен апартамент на третия етаж на сграда с прозорци към двора. Той включва автентични експонати, свързани с подводница C-13 , и се провеждат чести екскурзии, включително с ветерани от екипажа на C-13. Уредник на музея е Елена Павловна Ждан, учителка по пеене в училище № 189. Тя организира и групата на младите пътеводители „Търси“. „Търсачите“ се занимават с изследване на историята на подводната война в Балтийско море през 1941 – 1945 г., търсене на членове на екипажа на подводницата, грижа за гробовете на подводничари и събиране на исторически материали, които са в основата на колекцията на училищния музей: документи, снимки, лични вещи. Музеят е установил връзки с Обединения съвет на ветераните от подводниците на ВМС, ръководен от контраадмирал Ю. С. Русин, който завършва 13 военни кампании по време на Великата отечествена война и командва подводницата М- 90 в две от тях. Постепенно училищният музей се превръща в място за срещи на ветерани подводничари. След разпадането на СССР музеят е разпуснат, по-късно колекцията е прехвърлена в Музея на руските подводни сили на името на А. И. Маринеско, създаден през 1997 г., където е част от изложбата.

## История на музея
Създаден през 1997 г. със заповед на губернатора на Санкт Петербург В. А. Яковлев № 400-р от 7 май 1997 г. и със заповед на Комитета за управление на градската собственост на администрацията на Санкт Петербург № 751. Тържественото откриване на музея се състои на 27 октомври 1997 г.
Музеят заема част от първия етаж на многоетажна жилищна сграда на адрес: Кондратиевски проспект, сграда 83, сграда 1. Местоположението на музея се обяснява по-специално с близостта на Богословското гробище, където са погребани А. И. Маринеско и други подводничари. Освен това, в относителна близост до музея, на проспект Болшой Сампсониевски, се намира заводът „Мезон“, където Маринеско работи от 1953 г. На входа на завода Мезон има бюст на А. И. Маринеско.
През 1998 г. до музея е монтирана контролната зала на подводницата B-107 от проект 641. През 2007 г. музеят претърпява ремонт, в резултат на който в една от стените на залата е вграден преграден люк от атомната подводница К-385 (проект 667B).
Заместник-директор на музея е Герой на Руската федерация, капитан в оставка 1-ви ранг Аркадий Петрович Ефанов (1953 – 2018).

## Експозиция
Фондовете на музея съдържат около 13 500 експоната, повече от половината от които са в хранилища поради липса на място. Експозицията на музея е фокусирана върху историята на подводния флот на Руската империя, СССР, Русия и обхваща периода от историята от първите проекти на подводници (Никонов, Шилдер, Александровски) до съвременните атомни подводници. Подводните сили на други страни, по изключение, са представени с единични експонати.
Музеят показва лични вещи, документи и снимки на подводничари, голям брой детайлни модели на подводници, автентично оборудване, използвано преди това на подводници, торпедни оръжия, автентични елементи от екипировка и униформи за подводничари, защитно оборудване, регенерация на въздуха и много повече. Периодично в музея се провеждат изложби, посветени на дати от живота на руския флот и срещи на ветерани подводничари. Музеят издава списание „Бюлетин на подводницата”.
Постоянната експозиция е разположена в три основни зали, фоайе и открита площ в близост до музея. Първата зала на музея е разделена на пет стаи с декоративни прегради, което придава сходство на залата с подводница. Изложбата е посветена основно на историята на подводните сили на Руската империя. Във втората зала са показани бойните постове на подводницата от проект 671. Основната тема е атомният подводен флот на СССР. Третата зала е лекционна, експозицията й е посветена на съвременната история на руските подводни сили.